# 2019年澳門立法會工商、金融界間接選舉補選
2019年澳門立法會工商、金融界間接選舉補選是澳門立法會工商、金融界間選議席補選。
補選在2019年11月24日舉行。

## 歷史
時任立法會主席賀一誠放棄立法會工商、金融界間接選舉議席，以便參選2019年澳門行政長官選舉，因此議席懸空。

## 候選人
有關補選在2019年11月24日於綜藝館舉行，投票時間由上午9時至晚上9時，補選共有920名合資格投票人，只有一名候選人王世民。

## 選舉結果
澳門特區立法會間接選舉補選總核算委員會於11月25日公佈總核算結果，委員會主席郭健雄表示，經核算後，委員會一致認為4張選票維持廢票，補選唯一候選人王世民最終得票為813票。郭健雄稱，今次工商、金融界補選立法會間選議席的候選名單為澳門雇主利益聯會。今次補選具《投票權證明書》的選民有920人，已投票的選民為822人，有效票813張，空白票5張，廢票4張，名單得票數為813張。有關核算結果已張貼於公共行政大樓地下供公眾閱覽，並在兩日內送交終審法院確認。
終審法院於2019年11月27日確認立法會間接選舉補選總核算結果，並宣布候選人王世民當選，成為工商、金融界立法會議員。終審法院院長辦公室發出新聞稿稱，鑑於在法定期限內沒有提起司法上訴，根據《澳門特別行政區立法會選舉法》規定，終審法院院長已於2019年11月27日確認了2019 年11月24日舉行的澳門特別行政區立法會間接選舉補選的總核算結果，並宣布當選候選人。有關選舉結果的公告已張貼於終審法院，並將於2019年12月2日出版的《澳門特別行政區公報》第一組內公布。

## 宣誓就職
2019年12月16日，王世民在立法會主席高開賢監誓下宣誓就職。

## 外部連結
- 澳門基本法
- 立法會間接選舉補選（页面存档备份，存于）
- 關於澳門立法會/選舉的歷史文獻（页面存档备份，存于）